# Workday
Workday, Inc. is een leverancier van software voor on-demand (cloud-based) financieel management en human capital management. Het werd opgericht door David Duffield, oprichter en voormalig CEO van ERP-bedrijf PeopleSoft, en voormalig PeopleSoft-hoofdstrateeg Aneel Bhusri na de vijandige overname van PeopleSoft door Oracle in 2005. Het richt zich op de klanten van rivalen Oracle en SAP. In oktober 2012 lanceerde het een succesvolle beursintroductie waarbij het bedrijf een waarde van $ 9,5 miljard had [7].

## Ontstaansgeschiedenis
Workday werd opgericht in maart 2005 en gelanceerd in november 2006. Aanvankelijk werd het gefinancierd door Duffield en venture capital-onderneming Greylock Partners. In december 2008 verplaatste Workday zijn hoofdkantoor van Walnut Creek, Californië naar Pleasanton, Californië, waar PeopleSoft, het vroegere bedrijf van oprichter Duffield, gevestigd was. Workday verkoopt software en services met behulp van het SaaS-model.
Op 6 februari 2008 maakte Workday bekend dat het een definitieve overeenkomst had bereikt om Cape Clear Software te kopen. In mei 2008 sloot Workday een groot contract met Flextronics voor het leveren van software voor menselijk kapitaalbeheer. Andere grote, multinationale bedrijven die contracten of implementaties van Workday openbaar hebben gemaakt, zijn Aviva, Chiquita Brands, CAE Inc., Fairchild Semiconductor, Rentokil Initial, Thomson Reuters en Time Warner.
Op 29 april 2009 heeft Workday aangekondigd dat het $ 75 miljoen aan financiering heeft veiliggesteld, geleid door New Enterprise Associates. Bestaande investeerders Greylock Partners en Workday CEO en mede-oprichter Dave Duffield namen ook deel aan de ronde.
Op 24 oktober 2011 kondigde Workday $ 85 miljoen aan nieuwe financiering aan, waarmee het totale kapitaal werd verhoogd naar $ 250 miljoen. Beleggers in de laatste ronde waren onder meer T. Rowe Price,  Morgan Stanley Investment Management, Janus en Bezos Expeditions, de persoonlijke beleggingsentiteit van Amazon CEO en oprichter Jeff Bezos.
De huidige CEO en voorzitter van Workday is Aneel Bhusri, die partner is van Greylock Partners en senior leiderschapsposities vervulde eerder in zijn carrière bij PeopleSoft.